# أنطوان كيسار
أنطوان كيسار (بالفرنسية: Antoine Cuissard)‏ (مواليد 19 أغسطس 1924) هو لاعب كرة قدم. يلعب مع منتخب فرنسا لكرة القدم. سبق له أن لعب في كأس العالم لكرة القدم مع منتخب بلاده.

## روابط خارجية
- أنطوان كيسار على موقع الاتحاد الدولي (مؤرشف)  (الإنجليزية)
- أنطوان كيسار على موقع قاعدة بيانات كرة القدم.إي يو (الإنجليزية)
- أنطوان كيسار على موقع ناشيونال فوتبول تيمز (الإنجليزية)
- أنطوان كيسار على موقع Soccerway.com (الإنجليزية)
- أنطوان كيسار على موقع عالم كرة القدم.نت (الإنجليزية)